# Inductància
Inductància, és la tendència d'un conductor elèctric a oposar-se a un canvi en el corrent elèctric que hi circula. El corrent elèctric produeix un camp magnètic al voltant del conductor. La intensitat del camp magnètic depèn de la magnitud del corrent elèctric i segueix qualsevol canvi en la magnitud del corrent. A partir de la llei d'inducció de Faraday, qualsevol canvi en el camp magnètic a través d'un circuit indueix una força electromotriu (EMF) (tensió) en els conductors, un procés conegut com a inducció electromagnètica. Aquesta tensió induïda creada pel canvi de corrent té l'efecte d'oposar-se al canvi de corrent. Això ho indica la llei de Lenz i el voltatge s'anomena EMF de tornada.

## Definició
La inductància es defineix com la relació entre la tensió induïda i la velocitat de canvi del corrent que la provoca. És una constant de proporcionalitat que depèn de la geometria dels conductors del circuit (per exemple, l'àrea de la secció transversal i la longitud) i la permeabilitat magnètica del conductor i dels materials propers. Un component electrònic dissenyat per afegir inductància a un circuit s'anomena inductor. Normalment consisteix en una bobina o hèlix de filferro.
El terme inductància va ser encunyat per Oliver Heaviside el maig de 1884, com una manera convenient de referir-se al "coeficient d'autoinducció" És habitual utilitzar el símbol L L per a la inductància, en honor al físic Heinrich Lenz. En el sistema SI, la unitat d'inductància és l'henry (H), que és la quantitat d'inductància que provoca una tensió d'un volt, quan el corrent canvia a una velocitat d'un ampere per segon. La unitat rep el nom de Joseph Henry, que va descobrir la inductància independentment de Faraday.
La inductància és una mesura del flux magnètic {\displaystyle \Phi } al llarg d'un circuit elèctric creat per un corrent elèctric que flueix a través d'un circuit elèctric i, en conseqüència, crea un camp magnètic; en el Sistema Internacional es mesura en henrys (símbol {\displaystyle H}), en honor de Joseph Henry. Es pot definir com el factor de proporcionalitat entre el flux produït i la intensitat del corrent que el genera:
{\displaystyle L={\frac {\Phi }{i}}}
on {\displaystyle L} és la inductància, {\displaystyle i} és la intensitat de corrent (en amperes) i {\displaystyle \Phi } és el flux de camp magnètic (en webers). S'utilitza el símbol {\displaystyle L} per a la inductància en honor del físic Heinrich Lenz. El mateix terme "inductància" fou establert per Oliver Heaviside el febrer del 1886. La fórmula anterior utilitzant les unitats del SI, seria:
{\displaystyle 1H={\frac {1Wb}{1A}}}
En realitat, la quantitat que acabem de definir és l'anomenada autoinductància, ja que el camp magnètic és creat només pel conductor que transporta el corrent.
D'acord amb la llei d'Ampère i la llei de Lenz, el flux de camp magnètic crea una força electromotriu induïda ({\displaystyle v_{ind}}) al conductor que s'oposa a qualsevol variació del corrent original, de manera que 
{\displaystyle v_{ind}=-{\frac {d\Phi }{dt}}}
i substituint el flux per {\displaystyle L\times i}, segons la definició d'inductància que hem donat:
{\displaystyle v_{ind}=-L{\frac {dI}{dt}}}
de manera que podem considerar la inductància com el factor de proporcionalitat entre la força electromotriu induïda i la variació temporal de la intensitat.

## Propietats de la inductància
L'equació que relaciona la inductància amb el flux magnètic pot ser modificada d'aquesta manera:
{\displaystyle \Phi =Li\,}
Prenent la derivada respecte del temps als dos costats de l'equació tindrem:
{\displaystyle {\frac {d\Phi }{dt}}=L{\frac {di}{dt}}+i{\frac {dL}{dt}}\,}
En moltes situacions la inductància és constant al llarg del temps, per tant
{\displaystyle {\frac {d\Phi }{dt}}=L{\frac {di}{dt}}}
Segons la llei de Faraday de la inducció tenim:
{\displaystyle {\frac {d\Phi }{dt}}=-{\mathcal {E}}=v}
on {\displaystyle {\mathcal {E}}} és la força electromotriu (fem) i {\displaystyle v} és el voltatge induït. Noteu que la fem és oposada al voltatge induït, així:
{\displaystyle {\frac {di}{dt}}={\frac {v}{L}}}
o
{\displaystyle i(t)={\frac {1}{L}}\int _{0}^{t}v(\tau )d\tau +i(0)}
Aquestes equacions juntes determinen que per a un voltatge estable induït v, en corrent canvia de manera lineal, segons una raó proporcional al voltatge aplicat, però inversament proporcional a la inductància. Inversament, si el corrent que passa a través de l'inductor canvia de manera constant, el voltatge induït serà constant.
L'efecte de la inductància pot ser estes utilitzant una simple espira de fil conductor com a exemple. Si sobtadament apliquem un voltatge als extrems de l'espira, el corrent canviarà de zero a un valor diferent de zero. Però un corrent diferent de zero induirà un camp magnètic segons la llei d'Ampère, i aquest canvi del camp magnètic induirà una fem que serà oposada a la direcció del canvi en el corrent, la magnitud d'aquesta fem serà proporcional al canvi en el corrent i a la inductància. Quan aquestes forces oposades són en equilibri, el resultat serà un corrent que s'incrementarà linealment amb el temps i on la quantitat de canvi serà determinat pel voltatge aplicat i per la inductància.
Multiplicant l'equació anterior per {\displaystyle di/dt}, amb {\displaystyle Li} tindrem
{\displaystyle Li{\frac {di}{dt}}={\frac {d}{dt}}{\frac {L}{2}}i^{2}=iv}
Com iv és l'energia transferida al sistema a cada moment, tindrem que {\displaystyle \left(L/2\right)i^{2}} és l'energia del camp magnètic generada pel corrent.

### Anàlisi de circuits fasors i impedància
Utilitzant fasors, la impedància equivalent d'una inductància vindrà donada per:
{\displaystyle Z_{L}=V/I=jL\omega \,}
on
{\displaystyle X_{L}=L\omega \,} és la reactància inductiva,
{\displaystyle \omega =2\pi f\,} és la freqüència angular,
L és la inductància,
f és la freqüència, i
j és la unitat imaginària.

### Força electromotriu induïda
El flux {\displaystyle \Phi _{i}\ \!} al través d'una part i-èsima d'un circuit vindrà donat per:
{\displaystyle \Phi _{i}=\sum _{j}M_{ij}I_{j}=L_{i}I_{i}+\sum _{j\neq i}M_{ij}I_{j}\,}
per tant la força electromotriu induïda, {\displaystyle {\mathcal {E}}}, a una part específica, i, a cada circuit donat vindrà determinada directament per:
{\displaystyle {\mathcal {E}}=-{\frac {d\Phi _{i}}{dt}}=-{\frac {d}{dt}}\left(L_{i}I_{i}+\sum _{j\neq i}M_{ij}I_{j}\right)=-\left({\frac {dL_{i}}{dt}}I_{i}+{\frac {dI_{i}}{dt}}L_{i}\right)-\sum _{j\neq i}\left({\frac {dM_{ij}}{dt}}I_{j}+{\frac {dI_{j}}{dt}}M_{ij}\right).}